# Листоед асклепиевый
Листоед асклепиевый  (Eumolpus asclepiadeus) — вид жуков-листоедов из подсемейства хризомелины.

## Описание
Жук с длиной тела 8-10 мм. Верхняя сторона тела синяя с металлическим блеском. Усики, ноги — чёрного цвета. Низ тела чёрно-зеленого цвета. Голени ног с зубцами у вершины.

## Ареал
Южная Европа, Литва, южная Белоруссия, Украина, Кавказ, Казахстан, юг Западной Сибири.
В Белоруссии вид неоднократно обнаруживался в Мозырском районе.

## Биология
Жуки встречаются в пойменных биотопах на ваточнике (Asclepias) и ластовне (Vincetoxicum), на корнях которых питаются личинки этого вида.

## Охрана
Вид включен в Красную книгу Белоруссии (III категория). Редко встречающийся локальный вид, находящийся вблизи северной границы ареала. Малочисленный вид, единично встречающийся. Основные факторы угрозы: осушение и хозяйственное освоение пойменных земель.